# Fra Bevignate

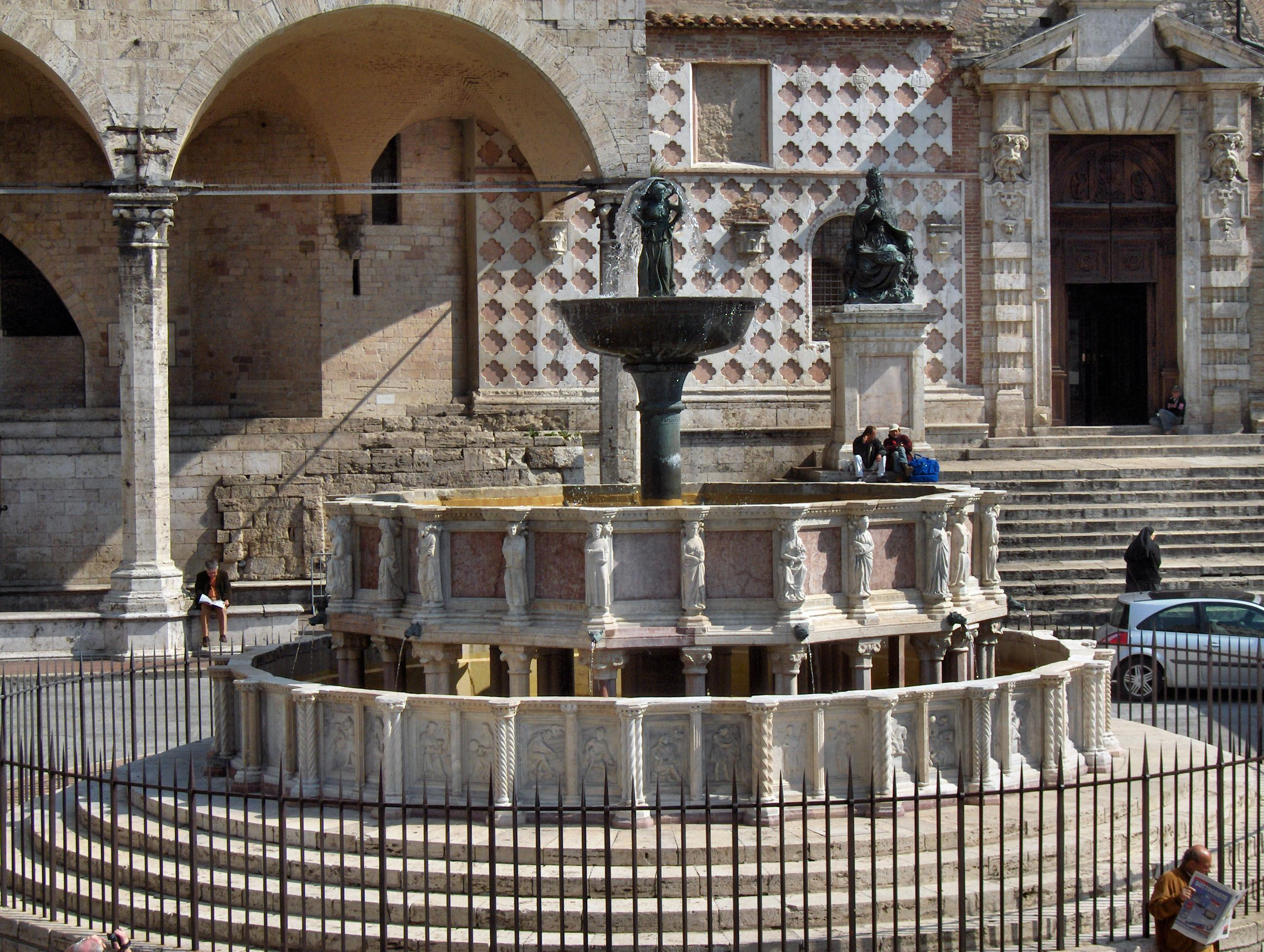
La Fontana Maggiore de Pérouse

Fra Bevignate (né v. 1250 à Cingoli dans l'actuelle province de Macerata dans la région des Marches – documenté jusqu'en 1305) est un moine bénédictin de l'ordre de San Silvestro, qui fut architecte en Ombrie, à Pérouse, à Orvieto et à Gubbio.

## Œuvres
Parmi ses œuvres importantes, on note :
- de nombreux travaux à Pérouse :
  - les dessins du projet de la Fontana Maggiore de Pérouse réalisée par les frères Nicola et Giovanni Pisano (1275-1278),
  - sur une seconde fontaine,
  - sur l'aqueduc,
  - sur la cathédrale,
  - sur le palais communal.

- l'église San Francesco de Gubbio,
- la nef et la première partie de la façade du Duomo d'Orvieto (1295-1300)
- la construction du Duomo de Pérouse, la cathédrale San Lorenzo, travaux pendant lesquels il mourut.